# Aeroportul Pescara Abruzzo
Aeroportul Abruzzo (IATA: PSR, ICAO: LIBP) este un aeroport din Pescara, provincia Pescara, Abruzzo, Italia ce deservește zona Pescara. Aeroportul a fost tranzitat în 2023 de 872.701 pasageri. A fost deschis în 1917 și numit după zona deservită.
Situat la o altitudine de 14 m, aeroportul dispune de 1 pistă. Este operat de Q3963260⁠(d).

## Infrastructură

### Piste
Aeroportul dispune de o singură pistă. Pista 04/22 are suprafața de asfalt și dimensiunile 2.419 m × . 